# Vallée des lacs du Triglav
La vallée des lacs du Triglav (slovène : Dolína Tríglavskih jézer) est une vallée alpine en Slovénie, entre Trenta et Bohinj, dans laquelle se sont créés plusieurs lacs au gré des dépressions naturelles. La vallée a une longueur d'environ huit kilomètres et est très célèbre en Slovénie pour la beauté de ses paysages qui sont par ailleurs protégés à l'intérieur du parc national du Triglav.
Elle est également fréquemment appelée vallée des Sept lacs (slovène : Dolína Sedmérih jézer), même si on peut y compter plus de sept lacs, certains étant plus apparentés à de grandes mares.

## Accès
La vallée est accessible par plusieurs points d'entrée. Du lac de Bohinj le sentier de la Komarča y mène directement, c'est le sentier le plus court mais également le plus pentu (environ 600 mètres de « mur »), on arrive alors en environ deux heures au dernier (septième) lac de la vallée : le lac noir (slovène : Čŕno jézero). L'autre variante à partir du lac de Bohinj consiste à monter jusqu'au plateau de Komna puis de continuer sur le sentier relativement plat entre Komna et le « double lac » (sixième et cinquième lacs) de la vallée des lacs. La vallée est également accessible depuis Trenta ou par le refuge de Dólič, qui est désormais en partie reconstruit.